# Breathe In. Breathe Out.
Breathe In. Breathe Out. è il quinto album in studio della cantante statunitense Hilary Duff, pubblicato a partire dal 12 giugno 2015.

## Promozione

### Chasing the Sun
Il 28 luglio 2014 viene rilasciato il singolo Chasing the Sun. Il brano segna il ritorno dell'artista sulla scena musicale dopo sette anni di assenza. Lo stesso giorno viene pubblicato il videoclip sul canale ufficiale Vevo della cantante.

### All About You
Nel mese successivo, il 12 agosto 2014, viene pubblicato un nuovo singolo: All About You. Inizialmente viene pubblicato solamente un video lyric e, dopo un mese, sul canale ufficiale della cantante viene pubblicato il video ufficiale.

### Sparks
Sparks è il terzo singolo ufficiale che anticipa il nuovo disco di inediti di Hilary Duff. Il video ufficiale del brano è stato soggetto a numerose critiche dovute alle interruzioni della canzone a causa di diverse pubblicità a Tinder. Subito dopo, la Duff, in collaborazione con i fan, ha realizzato una versione senza interruzioni.

## Tracce
1. Sparks – 3:05 (Christian Karlsson, Peter Thomas, Tove Lo, Sam Shrieve)
2. My Kind – 3:27 (Jason Gill, Elina Stridh)
3. One in a Million – 3:45 (Tove Lo, Oscar Görres, Ilya Salmanzadeh)
4. Confetti – 3:49 (John Adam Spark, Jim Finn, Kerli Koiv)
5. Breathe In. Breathe Out. – 3:33 (Matthew Koma, Dan Book)
6. Lies – 3:36 (Hilary Duff, Oscar Holter, Albin Nedler, Kristoffer Fogelmark)
7. Arms Around a Memory – 3:16 (Matthew Koma)
8. Stay in Love – 3:33 (Michael Angelo, Tove Lo)
9. Brave Heart – 3:33 (Hilary Duff, Jerrod Bettis, Sean Douglas)
10. Tattoo – 3:28 (Ed Sheeran, Jake Gosling, Chris Leonard)
11. Picture This – 3:21 (Hilary Duff, Christian Medice, Mitchy Collins)
12. Night Like This (feat. Kendall Schmidt) – 3:46 (Hilary Duff, Ian Kirkpatrick, Lindy Robbins)

Tracce bonus della Deluxe edition
1. Belong – 3:35 (Sam Watters Edwin, "Lil Eddie" Serrano, Mike Einziger, Toby Gad)
2. Rebel Hearts – 3:19 (Hilary Duff, Christopher J. Baran, Audra Mae, Skyler Stonestreet, Kara DioGuardi)

Tracce bonus della versione Fanjoy edition
1. Chasing the Sun – 2:42 (Colbie Caillat, Jason Reeves, Toby Gad)
2. All About You – 2:42 (Hilary Duff, Kristian Lundin, Savan Kotecha, Carl Falk)
3. Outlaw – 3:04 (Hilary Duff, Ian Kirkpatrick, Lindy Robbins)
4. Chasing the Sun (Dave Audé Remix) – 3:41

## Classifiche
| Classifica (2015) | Posizione massima |
| ----------------- | ----------------- |
| Australia         | 4                 |
| Belgio (Fiandre)  | 156               |
| Belgio (Vallonia) | 200               |
| Canada            | 5                 |
| Giappone          | 190               |
| Irlanda           | 77                |
| Italia            | 78                |
| Nuova Zelanda     | 29                |
| Regno Unito       | 91                |
| Spagna            | 19                |
| Stati Uniti       | 5                 |